# Маламино
Маламино — село в Успенском районе Краснодарского края России. Административный центр Маламинского сельского поселения.

## Варианты названия
- Маламина,
- Маломино[2].

## Географическое положение
Селение расположено левом берегу Кубани, в 7 км к востоку от районного центра — села Успенское. Северо-западнее села расположен аул Кургоковский (расстояние между ними менее километра).

## История
Село основано в 1901 году наказным атаманом Маламой, в честь которого населённый пункт и получил своё название.

## Население
| 2002 | 2010  |
| ---- | ----- |
| 1494 | ↗1547 |